# Église Notre-Dame-de-l'Assomption du Sourd
L'église Notre-Dame-de-l'Assomption du Sourd est une église située sur le territoire de la commune du Sourd, dans le département de l'Aisne, en France.

## Localisation
L'église est située sur la commune de Le Sourd, dans le département de l'Aisne.

### Extérieur de l'église

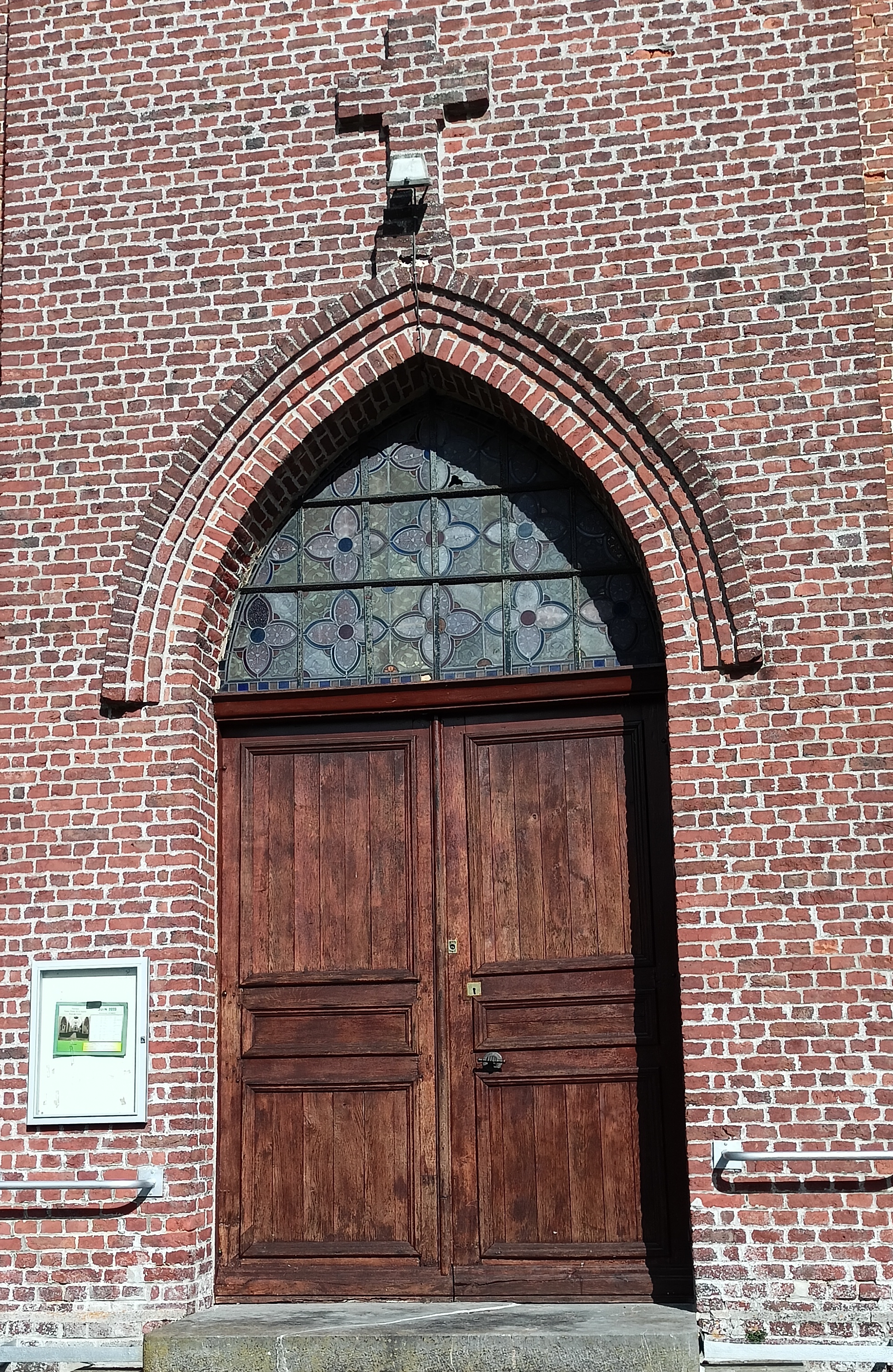
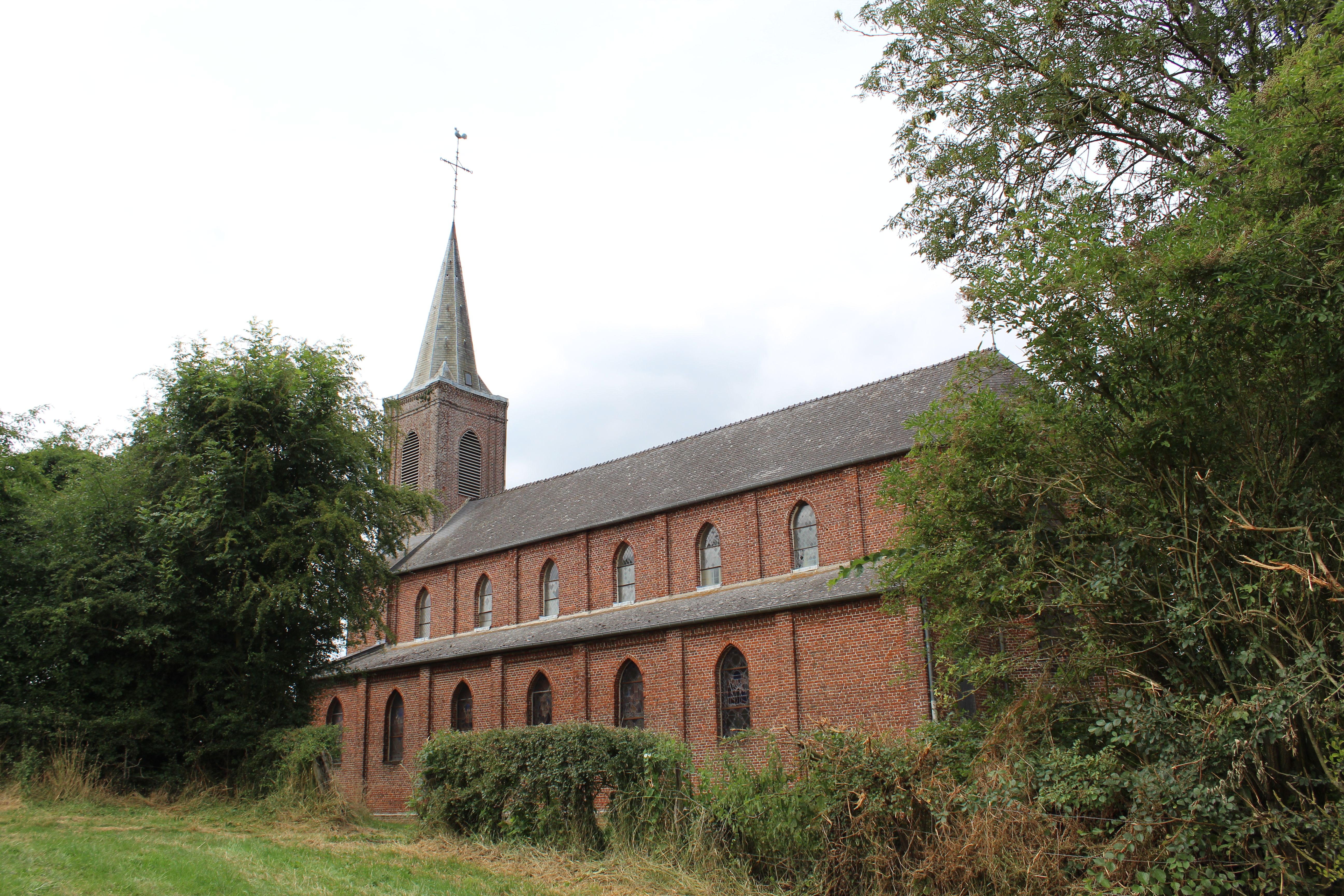
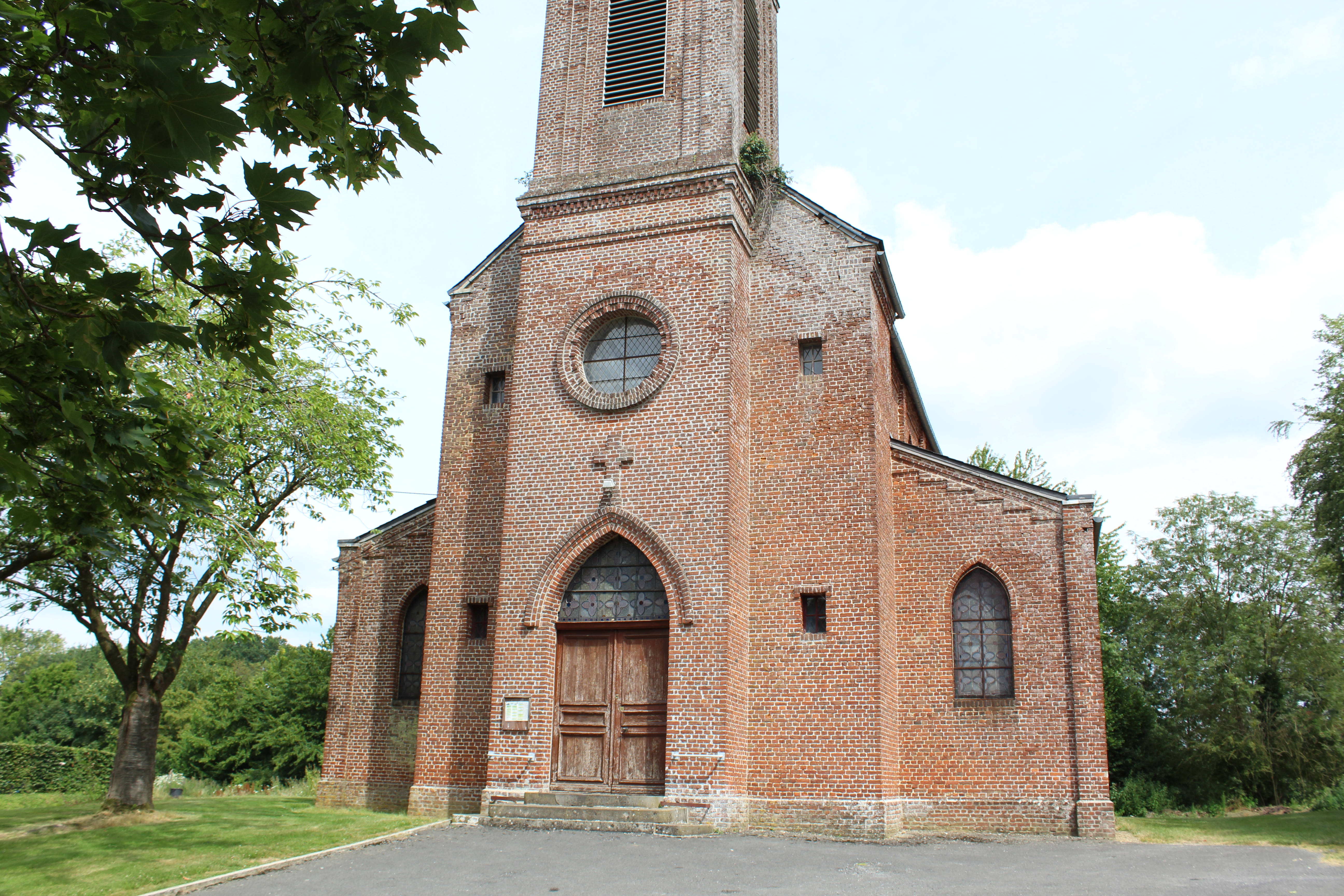
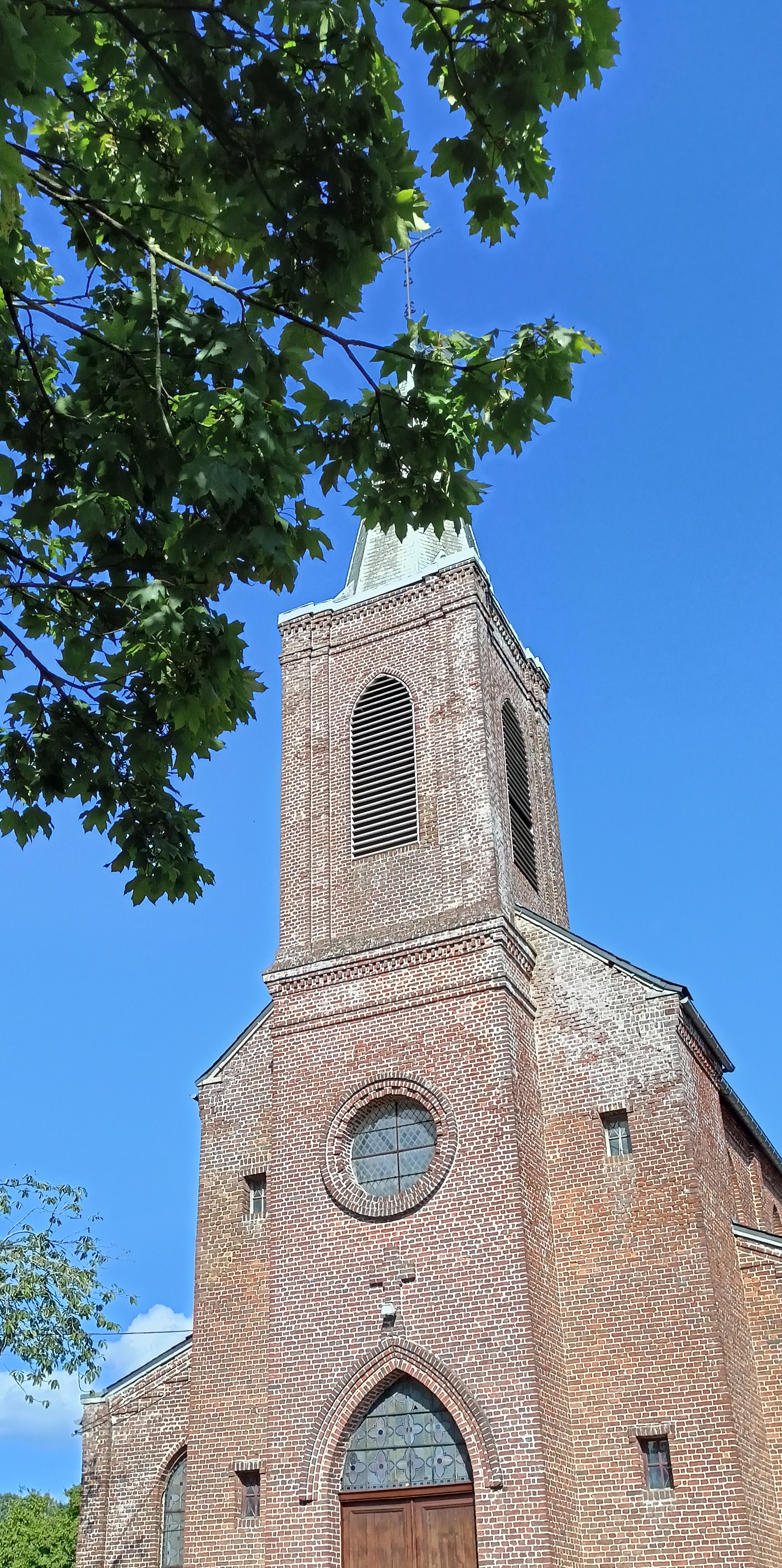
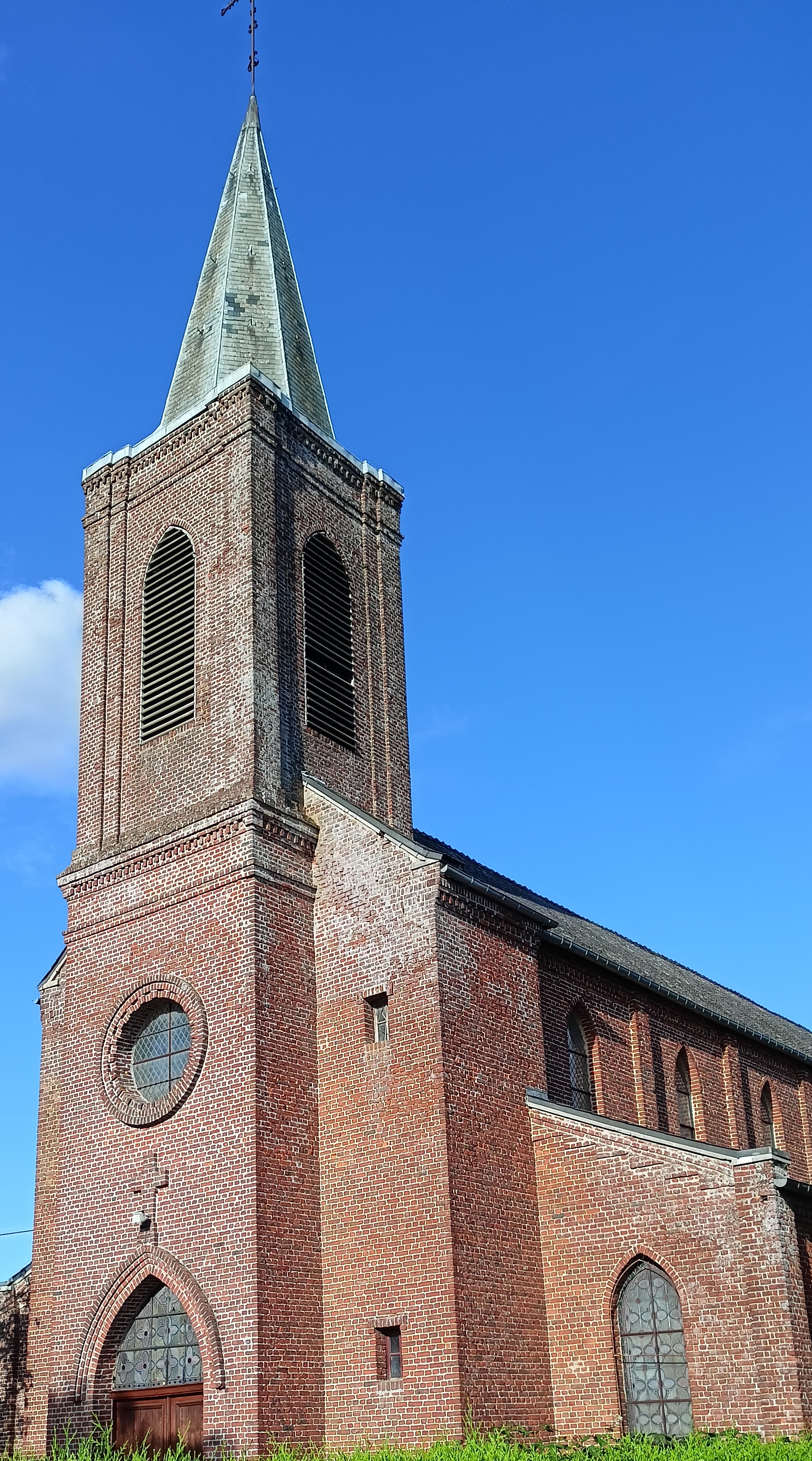

## Historique

### Intérieur de l'église

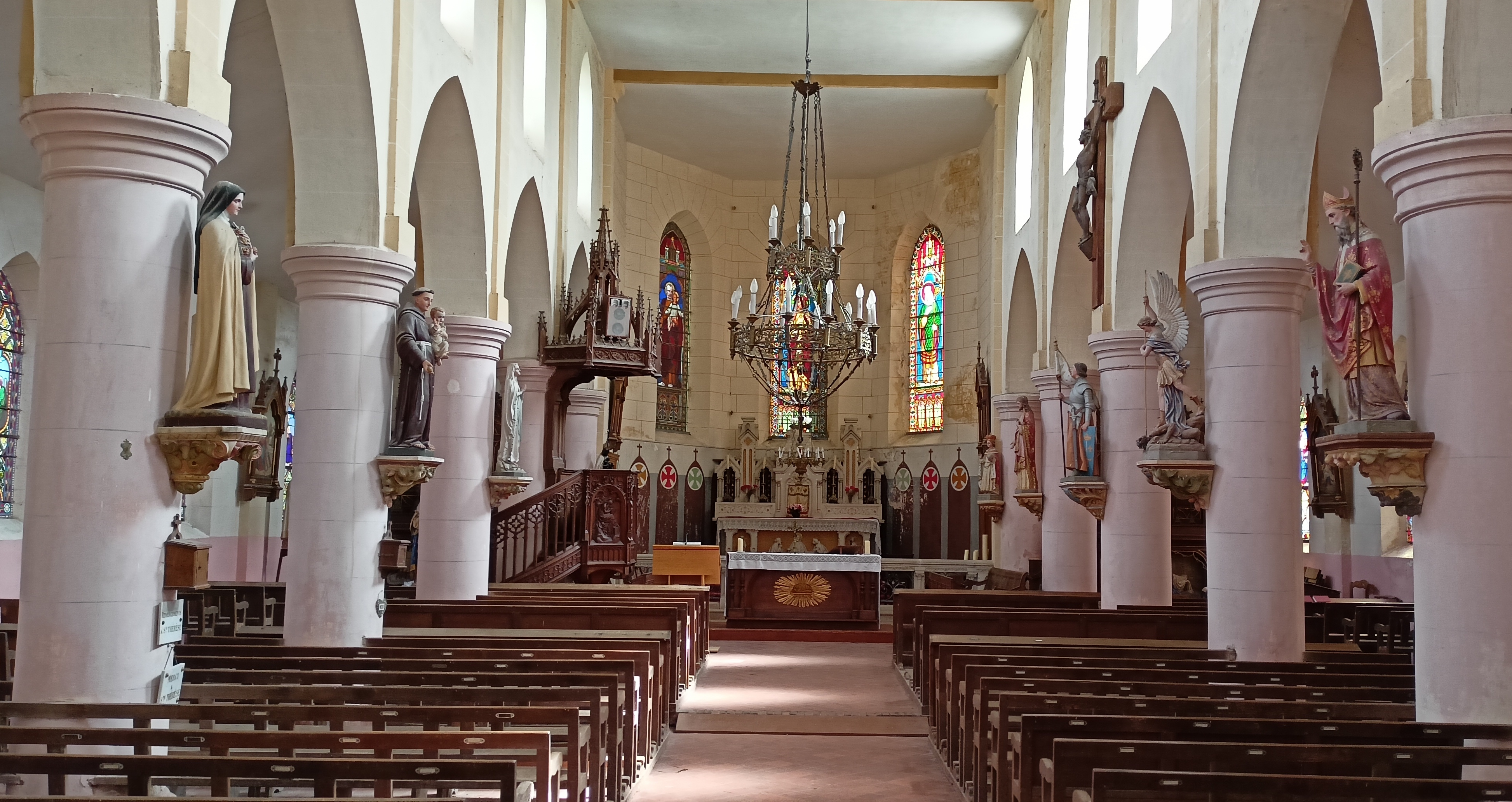
La nef.
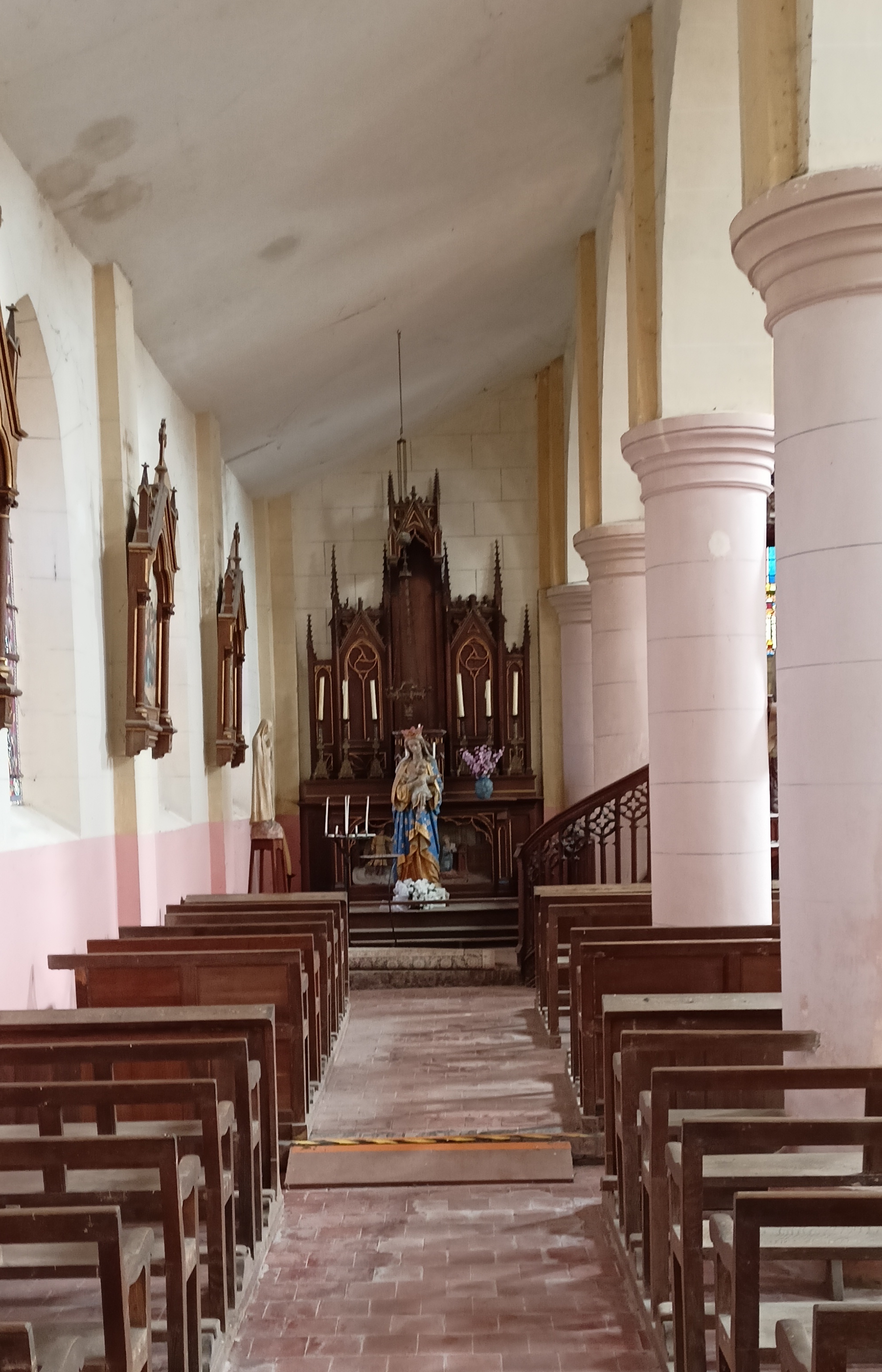
Le bas-côté nord
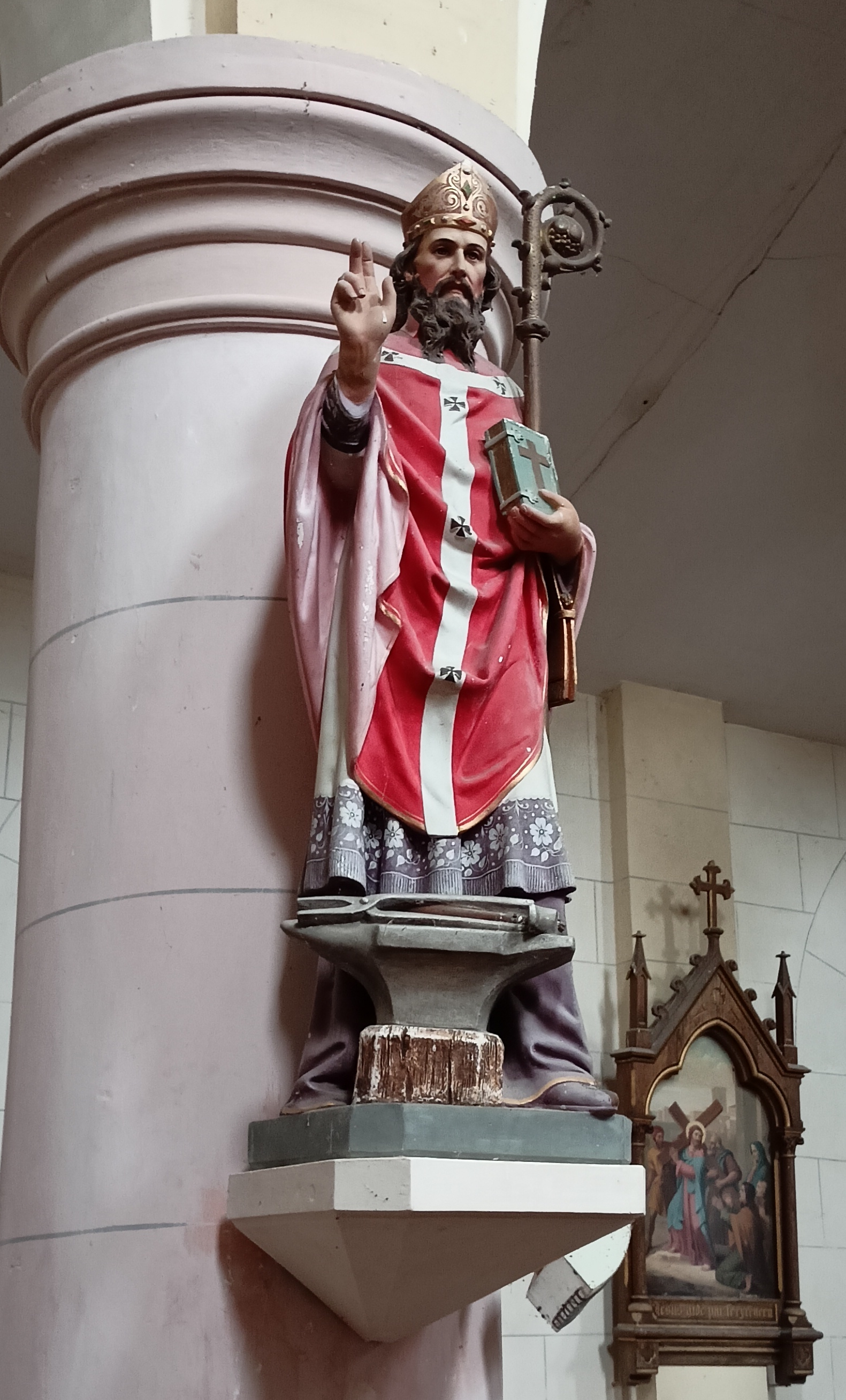
Statue de Saint-Pierre.
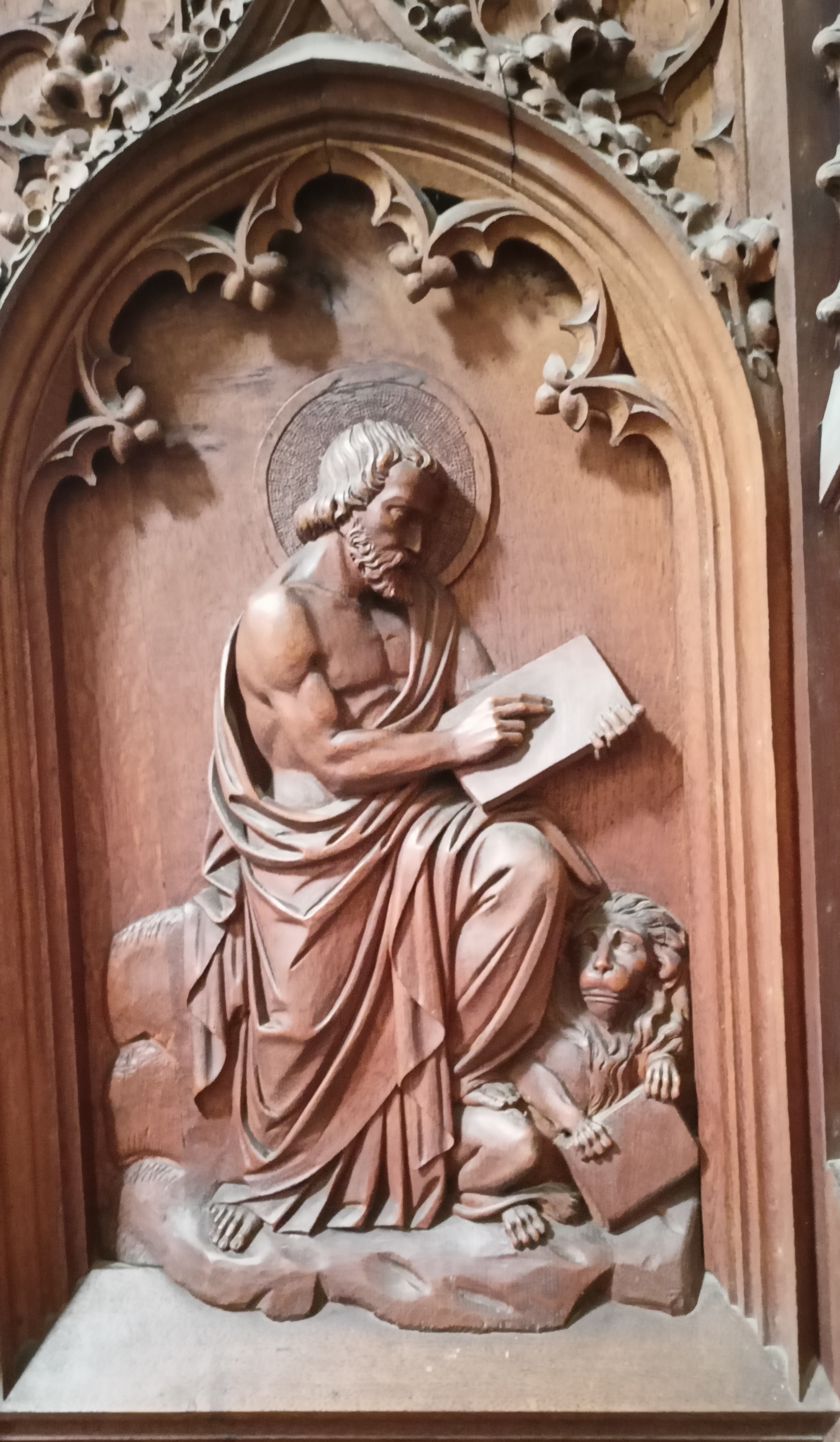
Détail des sculptures de la chaire.
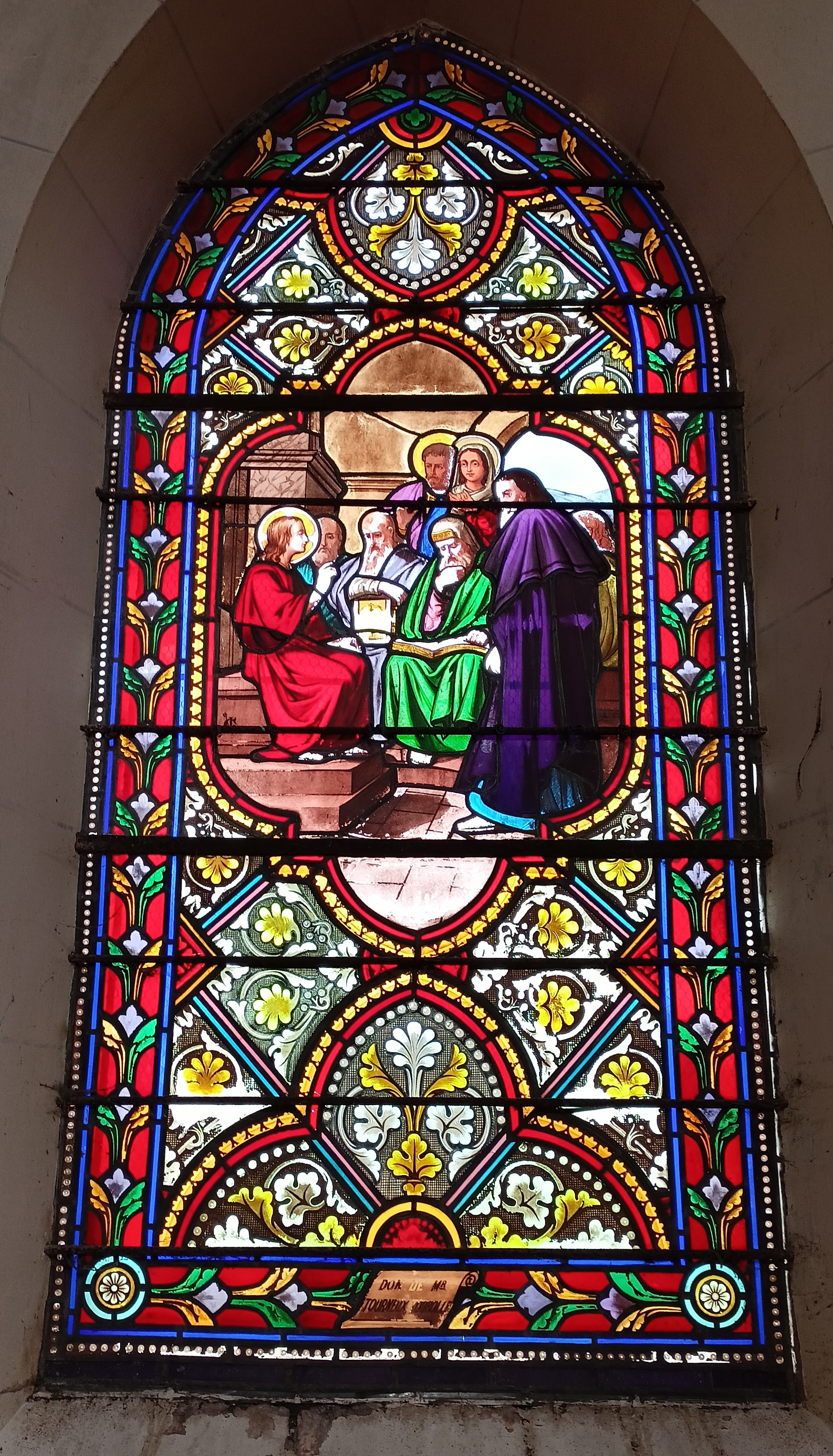
Un vitrail.